# 藤原ひとみ (俳優)
藤原 ひとみ（ふじわら ひとみ、1988年10月12日 - ）は、日本の女優。千葉県出身。旧芸名は松永 裕子（まつなが ひろこ）、松永 晃幸（まつなが ひろこ）、まつなが ひろこ。愛称は「ひぃちゃん」。

## 略歴
- 1998年、藤原 ひとみとして芸能活動を開始。当初の所属事務所はファイブ☆エイト。
- 2004年、高校進学を期に芸能活動を休止。
- 2005年、松永 裕子に芸名を変更し、スターダストプロモーションの所属タレントとして活動再開。
- 2010年3月4日、公式ブログ『ひぃまにずむ』を開設[1]。
- 2010年12月22日、松永 晃幸に芸名を変更[2]。
- 2012年1月31日、まつなが ひろこに芸名を変更[3]。
- 2015年9月28日、Twitterアカウントを開設。
- 2020年8月31日、スターダストプロモーションを退所しフリーランスとなる。それに伴い芸名も藤原 ひとみに戻した[4]。

## 人物
- 「ひとみ」という名前は従妹が付けてくれた。
- 幼少期からの愛称は「ひとちゃん」。当初の所属事務所ファイブ☆エイトの女の子達からも「ひとちゃん」と呼ばれていた。CS番組「スーパー少女☆58」内にて渋谷桃子から「なんだよ、もう！可愛いなあ♪」とメロメロ発言をもらったり、舞台「I2(アイツー)」では最終日のみの日替り出演であるにもかかわらず、カーテンコールでキャスト一同(同事務所から多く出演)から「ひとちゃん」コールが巻き起こるほどの愛されキャラだった。スターダストに所属し松永裕子に芸名変更後、同事務所の井端珠里(女優☆座、タイマンで共演)から「ひとちゃんて呼べないね、でも「ひとみ」であり「裕子(ひろこ)」だから『ひぃちゃん』ならどっちの意味もあるね」と命名され、公私ともに「ひぃちゃん」(友人からは「ひぃ」)が定着する。芸名を藤原ひとみに戻した現在もPocochaリスナーを始め「ひぃちゃん」と呼ばれて絶賛活動継続中である。
- 3才からクラシックバレエを習い始め、中学1年の終わりまで続けていた。その特技を生かして『スワンズソング』や『少女MISAKI』などの出演作品でもバレエを踊るシーンがあった。
- 幼少時に父から「ひとみは注意散漫なんだよ」と指摘されたのを「注意力が3万円ってどういう事だろう？」とずっと勘違いしていた。
- 松田彩香とはETV虹色定期便で共演して以来の盟友である。
- 『ザ!世界仰天ニュース』（2019年8月放送）の糖質制限ダイエットの再現ドラマに出演したところ、その容姿が橋本環奈にそっくりだとSNSなどで話題となった事がある。
- 好きなお酒はハイボール。
- 好きな色は青緑（エメラルドグリーン）。

## 出演

### テレビドラマ
藤原ひとみ（1999-2004期）
- 虹色定期便（1999年、NHK教育） - 藤田すみれ 役
- 怖い日曜日〜2000〜 第1回（2000年7月2日、日本テレビ）
- 火曜サスペンス劇場 ぬくもり（2000年、日本テレビ） - 村山可奈 役
- 大河ドラマ 葵 徳川三代（2000年、NHK） - 明正天皇役
- ドラマ愛の詩 浪花少年探偵団 第12話（2000年、NHK教育） - 名取硝子 役
- カバチタレ! 第1話（2001年1月11日、フジテレビ） -  栄田千春（幼少期）役
- はみだし刑事情熱系 PART5 第17話（2001年、テレビ朝日） - 吉川麻里 役
- LAST ALIVE－ラスト・アライブ－（2001年、テレビ東京） - 妖精 役
- D-girls アイドル探偵三姉妹物語 第5話（2001年、テレビ東京） - 市村麻衣 役
- 火曜サスペンス劇場 女の橋（2001年、日本テレビ） - 坂口美穂 役
- 新・愛の嵐 第2部（2002年 東海テレビ） - 少女期ヒロイン・三枝ひかる 役
- 月曜ミステリー劇場 真実を追う男1（2002年11月11日、TBS） - 江口美保 役
- 爆竜戦隊アバレンジャー 第11話（2003年、テレビ朝日） - 小松若菜 役
- 少女MISAKI（2003年、テレビ東京） - 主演・藤原美咲 役 ※セル版は『霊女 MISAKI』
- ピルグリ（2003年 BSフジ） - 鈴木愛 役

松永裕子
- 京都地検の女3 第3話（2006年 テレビ朝日） - 中西佐緒里 役
- MAGISTER NEGI MAGI 魔法先生ネギま!（2007年、テレビ東京） - 近衛木乃香 役
- 花衣夢衣 第52話－第65話（2008年、東海テレビ） - 羽嶋莉花 役
- 温泉へGo! 第32話（2008年、TBS） - 鈴井理恵 役
- 大好き!五つ子完結編（2009年、TBS） - 西山友里 役
- 水戸黄門 第41部 第12話「悪い奴らの夢の跡！・薩摩」（2010年6月28日、TBS、C.A.L.） - 浪乃 役

松永晃幸
- あの海を忘れない 〜若年性アルツハイマー病を支えて〜（2011年2月6日、テレビ朝日） - 古着屋の女店員 役

まつながひろこ期
- 相棒 season13 第9話「サイドストーリー」（2014年12月17日、テレビ朝日） - 三塚奈々 役
- スミカスミレ 最終話（2016年3月25日、テレビ朝日） - 西園寺麗華 役
- ブレイクマンデー24 アイ-私と彼女と人工知能（2017年10月3日 - 10月10日、フジテレビ） - 記者役
- 家売るオンナの逆襲 第10話（2019年3月13日、日本テレビ） - 清原操 役

藤原ひとみ（2020-期）
- 波よ聞いてくれ 第3話・第5話（2023年5月5日・19日、テレビ朝日） - 太宰芽衣子 役

### バラエティ
- おはスタ（2000年、テレビ東京）
- スーパー少女☆58（2001年9月 - 2003年9月、CS kitまんぞくクラブ（現：エンタ!959）） - レギュラー
- スーパーな少女☆58（2003年10月 - ）
- 天才てれびくんMAX（2003年、NHK教育テレビジョン）
- 超再現!ミステリー（2012年7月31日、日本テレビ） - ナース役
- 1番ソングSHOW 秋に聴きたい恋歌SP（2012年9月12日、日本テレビ） - 福田彩乃 役　※再現ドラマ
- ザ!世界仰天ニュース（2019年8月27日、日本テレビ） - 日比野佐和子 役　※再現ドラマ「炭水化物抜きダイエットで命の危機」[5]
- ザ!世界仰天ニュース（2021年8月10日、日本テレビ） ※再現ドラマ「アレを食べて危険な満腹感」[6]

### ドキュメンタリー
- ハイビジョンスペシャル 世紀を刻んだ歌 「オーバー・ザ・レインボウ」（2003年10月21日、NHKデジタル衛星ハイビジョン）

### 映画
藤原ひとみ（1999-2004期）
- スワンズソング（2002年） - 若生すず 役 ※セル版は『少女惨殺－スワンズソング－』
- 花とアリス（2004年10月8日） - 金髪の少女役

松永裕子
- ワナワナ。（2006年、山形国際ムービーフェスティバル） - 主演・岡本美由紀 役
- 岸和田少年愚連隊 カオルちゃん最強伝説『女番哀歌 スケバンエレジィ』（2007年） - 薫子 役
- 引き出しの中のラブレター（2009年10月10日）
- 恋の罪（2011年11月12日） - ひろこ 役

まつながひろこ
- モンスター （2013年4月27日） - 稲森夏子 役
- リアル人狼ゲーム（2013年10月12日） - 伊丹サキ 役
- 闇金ウシジマくん Part2（2014年5月16日） - アリ 役
- 風邪（ふうじゃ）（2014年9月27日）

藤原ひとみ（2020-期）
- おまえの罪を自白しろ（2023年10月20日）
- 裏社員。-スパイやらせてもろてます-（2025年）

### 舞台
藤原ひとみ（1999-2004期）
- 『I2(アイツー)』（2002年9月15日、シアターVアカサカ） - 妖精ラケル 役 ※日替りゲスト

松永裕子
- 女優☆座 Vol.2『お台場の母』（2006年8月24日 - 27日、お台場スタジオドリームメーカー） - 江幡すみれ 役
- 『櫻の園』（2007年6月24日 - 7月1日、青山円形劇場） - 井上志摩子 役　※星組
- 赤坂RED/REVOLUTION第一弾『東京』（2008年3月13日 - 23日、赤坂RED/THEATER） - 大谷由紀 役
- ルドビコ☆Vol.3『義経-YOSHITSUNE-』紫鬼王編（2008年11月20日 - 24日、草月ホール） - 静 役
- はれるやん×外組プロジェクト Vol.1『ケセラッチョっ』（2010年9月28日 - 10月3日、Geki地下Liberty） - メアリー・スミス 役[7]

松永晃幸
- 劇団☆新感線『髑髏城の七人』（2011年8月7日 - 24日、梅田芸術劇場 / 2011年9月5日 - 10月10日、青山劇場） - おひろ 役[8]

まつながひろこ
- トライフルエンターテインメント『ハロー,イエスタデイ』（2012年3月14日 - 18日、スペース・ゼロ） - 安住真希 役
- ソラリネ。#02『Book Gallery Cafe -グリムの森-』（2012年4月17日 - 22日、池袋GEKIBA） - アカリ 役 ※空組[9]
- HYBRID PROJECT『Nouvell Vague ヌーベルバーグ』（2012年8月12日 - 12日、シアターサンモール）
- 『The Night of Christmouse ～クリスマウスの夜２０１２～』（2012年12月12日 - 16日、新宿シアターモリエール） - 青野いずみ 役
- 『Mores～モリス～風営法届済店』（2013年4月3日 - 7日、シアターサンモール / 2013年4月11日 - 14日、ABCホール） - ヒロイン役[10]
- HYBRID PROJECTアトリエ公演『坂の上のエーリアン』（2013年4月27日 - 29日、水天宮スタジオ） - 人形役
- STRAYDOG『アロハ色のヒーロ―』（2013年6月12日 - 16日、明石スタジオ） - 主演・八丈南 役
- ベニバラ兎団 Vol.14『パライソの海 -小さな花の夜露に映る月-』（2013年7月31日 - 8月4日、青山円形劇場） - 鈴 役
- 天才劇団バカバッカ Vol.12『ザ・ランド・オブ・レインボウズ』（2013年12月11日 - 15日、六行会ホール） - 花梨 役
- 演劇集団Z-Lion 第3回公演『Can you believe ファンタスケッチ？』（2014年2月4日 - 9日、テアトルBONBON）[11]
- UMANプロデュース公演『やわらかい服を着て』（2014年7月10日 - 13日、俳協ホール） - ヒロイン・新子 役
- ブルーカバーアクターズ『デバッグトレジャー』（2014年10月2日 - 5日、新宿村LIVE）[12]
- STRAYDOG 第23回本公演『純平、考え直せ』（2014年11月28日 - 30日、紀伊國屋ホール）
- 『POTLUCK FESTA 2015』～即興芝居×即プレビュー×プロレス!?～（2015年1月17日 、ディファ有明 ）
- 演劇集団Z-Lion 第5回公演『まっ透明なAsoべんきょ～』（2015年6月24日 - 28日、中野・ザ・ポケット） - トンソク 役[13]
- 『ラブ☆ガチャ2。〜新ラブ＋ガチャガチャ〜』（2015年10月6日 - 12日、シアターグリーン） - 早川杏奈 役[14]
- 演劇集団Z-Lion 特別企画T-Lion公演『隣はラジカル』（2016年3月30日 - 4月3日、中野・ザ・ポケット） - 日端丸美 役[15]
- 演劇集団Z-Lion 第7回公演『Magician達のリファンタジ～』（2016年6月22日 - 26日、俳優座劇場） - 原 役[16]
- 劇メシ『キツネたちが円舞（おど）る夜』（2016年7月9日 - 14日、銀座gz） - 主演・星野刑事 役[17]
- チャーミーゴリラ vol.5.5再演『億秒くんの羨望道中』（2016年11月2日 - 6日、演劇と笑いの自遊空間「ホボホボ」） - 陣内 役
- 宮下貴浩×私オム 舞台公演『蛇の亜種』（2016年12月22日 - 25日、下北沢Geki地下Liberty） - サワ 役
- 劇メシ『Love Revolution No.3』（2017年2月18日 - 3月4日、WEEKEND GARAGE TOKYO） - 彩絵 役[18]
- JUNCTION『スパイスアップ・ナイトパレード』（2017年4月29日 - 5月7日、渋谷ドクタージーカンズ） - 椒(ハジカミ)祥子 役[19]
- 劇メシ『Love Revolution No.1』（2017年10月22日 - 11月2日、WEEKEND GARAGE TOKYO / 2017年11月4日 - 5日、D.U.M.B.O名駅店） - 彩絵 役[20]
- 劇メシ『愛のとりなし』（2018年4月22日 - 27日、東京公演 / 2018年4月28日、千葉公演） - 相原一葉 役[21]
- 演劇集団Z-LION『まっ透明なAsoべんきょ～』（2018年5月23日 - 27日、俳優座劇場 / 6月2日 - 3日、ABCホール / 6月6日 - 7日、熱田文化小劇場） - アスカ 役[22]
- 劇団ガールズキャラバン旗揚げ公演『東京モガ』（2018年8月14日 - 19日、テアトルBONBON） - 原モリノ 役
- 演劇チーム渋谷ハチ公前 vol.10『付きまとう褐色』（2018年11月7日 - 14日、浅草九劇） - 住吉真理子 役[23]
- 劇メシ 特別企画(4ヶ月連続)公演 6月『キツネたちが円舞(おど)る夜』（2019年6月22日 - 30日、CAFE PARK） - ミサ 役[24]
- 劇メシ『ハイイロキツネは二度遠吠う』（2019年11月25日 - 12月4日、CAFE PARK） - 星野刑事 役[25]
- 劇メシ『アヒルがウサギをつかまえました』（2020年7月17日 - 19日、PITCH CLUB） - 星野刑事 役[26]

藤原ひとみ（2020-期）
- 劇メシ『ソースの定義』（2020年11月27日 - 12月1日、スカイファイトカフェ銀座店） - アサミ 役[27]
- メンバー募集『LIFE』（2022年9月29日 - 10月2日、STUDIO ZAP!） - 丁寧な死神 など4役
- 『家政夫のミタゾノ THE STAGE ～お寺座(てらざ)の怪人』（2022年11月17日 - 27日、EXシアター六本木 / 12月3日 - 4日、森ノ宮ピロティホール） - アンサンブル[28]
- メンバー募集『FROG and RABBIT』（2023年1月4日 - 8日、阿佐ヶ谷シアターシャイン）
- 『恋じゃなくても』（2023年4月6日 - 9日、APOCシアター） - 大島日南 役
- 月の終わりと始まりはシアター＃4「8月の玉響」（2023年9月1日 - 4日、劇場ビット） - 林美玲（りん・めいりん） 役
- 月の終わりと始まりはシアター＃6「10月の集団記憶」（2023年10月27日 - 30日、劇場ビット） - 蔦谷麗奈 役
- imaing第2回公演「吐露」（2023年11月22日 - 26日、高田馬場ラビネスト）- ユリ 役
- 舞台「モノノ怪～座敷童子～」（2024月3月21 - 24日、IMM THEATER / 3月29日 - 31日、OSAKA WWホール / 4月4日 - 7日、IMM THEATER） - フジ 役[29]
- 演劇集団Z-Lion『a Novel 文書く show』（2024年7月12日 - 21日、俳優座劇場） - みき 役[30][31]
- 家政夫のミタゾノthe stage レ・ミゼラ風呂（2025年5月16日 - 7月13日、東京/大阪/石川/愛知/広島/宮城） -アンサンブル

### ネット配信
まつながひろこ
- 特命係長 只野仁 AbemaTV オリジナル（2017年1月7日 - 2月4日、AbemaTV） - 安藤聡実 役
- 特命係長 只野仁 AbemaTV オリジナル2（2017年12月30日 - 2018年1月3日、AbemaTV） - 安藤聡実 役
- 臨床犯罪学者 火村英生の推理2019「狩人の悪夢」編（2019年9月29日・10月6日配信開始、Hulu） - 沖田依子 役

藤原ひとみ（2020-期）
- 主夫メゾン 第2話（2021年2月26日、TELASA） - とわママ 役
- 短編映画『イザカヤニテ。』（2021年、YouTube） - 木村 役　（動画リンク - YouTube）
- 30までにとうるさくて（2022年1月、AbemaTV） - PR会社の社員役
- 波風よ立ってくれ（2023年4月28日 - 6月10日、TELASA） - 太宰芽衣子 役 ※TBSドラマ『波よ聞いてくれ』のスピンオフ。全3話[32][33]
- アイのあるスタッフたち（2024年、TikTok）※テレビ朝日系ドラマ「アイのない恋人たち」のPRコラボ動画
- 双子の親たち 奪い合い狂想曲（2025年4月、ShortMax） - 安藤杏奈 役
- 潜入バトル！令嬢はスーパー派遣（2025年5月、ShortMax） -吉本怜 役

### ビデオ作品
- あのこがほしい（2005年） - 立花英美 役
- 死刑確定 IV・V（2006年） - 可奈 役
- 震！都市伝説（2006年）
- タイマン / タイマン2（2009年） - 鮎川ヒノメ 役

### CM・広告
- エバラ「唐あげの素」（1999年）
- 任天堂「ポケモンスナップ」（1999年）
- メディアファクトリー「ポケモンカードneo」（2000年）
- セガトイズ「スーパープーチ」（2000年）
- バンプレスト「スーパーロボット大戦IMPACT」（2002年）
- 東京メトロ『小さな4つの恋物語』（2005年） - サービスマネージャー篇
- メグミルク『牛乳が好きな人のメグミルク』（2005年） - 牛乳が好きの唄篇
- JA中央会静岡(家庭雑誌)「家の光」（2005年）
- ベネッセコーポレーション「高校講座」（2006年）
- SKY PerfecTV「アニマックス」（2006年）
- CSPセントラル警備保障「ホログラム」篇（2008年）
- 松屋フーズ「牛めし弁当　春の新生活応援キャンペーン」（2009年）
- 朝日新聞社　企業広告（スチール媒体）（2011年）
- NTT西日本「フレッツテレビ」（2011年）
- 日本マクドナルド「ドライブスルー・キャンペーン」（2011年）
- au「スマートパス クーポン」篇（2014年）
- 花王ビオレ「メイクの上からリフレッシュシート」（2018年 - 2019年）
- 遠鉄の不動産「物語篇」「信念篇」（2021年）[34]
- イトーヨーカドー「お歳暮 冬ギフト2021 開けたら驚き！ワクワクを贈る」（2021年）
- ピップ「スマイルバンバン！エレキバン！篇」（2022年）[35]
- 新日本製薬「スリモアコーヒー」（2025年）

### PV
- PUFFY「青い涙」（2001年）
- キリト「TEAR」（2006年）
- BENNIE K withアルファ「DISCO先輩」（2006年）
- 音速ライン「恋うた」（2007年）
- lela「裸の月」（2009年)

## 出版物

### ビデオ・DVD
- Petit 002 『藤原ひとみ』（2000年 日本メディアサプライ）
- Happy Smile（2001年 ビームエンタテイメント）
- Fairy Girls スーパー少女★58（2002年 ソフトガレージ） - 共演：皆川優紀、松田彩香、鉢嶺杏奈、他
- Prism（2003年 ラインコミュニケーションズ）

### 写真集
- Oh! Baby（1999年 辰巳出版） - 渋谷桃子、松田彩香、花澤香菜とのコラボレーション写真集｡
- 先どり娘 デジタルフォトブック（2001年 秋田書店）
- まーりびー（2001年 秋田書店）
- 小さな恋の物語。（2003年 竹書房）
- 瞳の奇跡 〜HITOmiracle〜（2003年 彩文館出版）